# أسب أباد (أوجان الغربي)
أسب أباد (بالفارسية: اسب‌آباد) هي مستوطنة تقع في إيران في قسم أوجان الغربي الريفي. يقدر عدد سكانها بـ 205 نسمة .